# 太平境マクスウェル記念教会 (台南市)

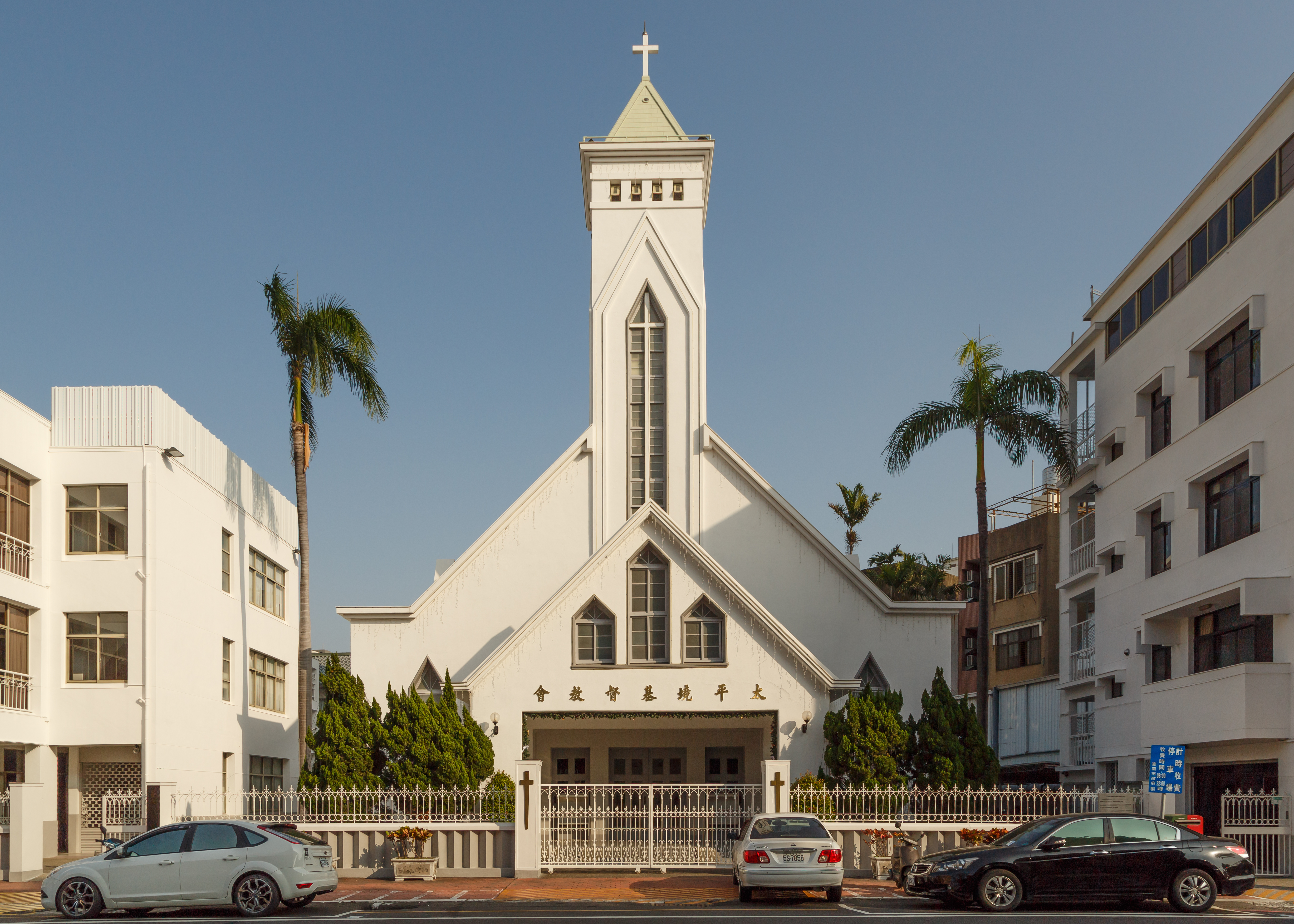
太平境マクスウェル記念教会（台湾・台南市）

太平境マクスウェル記念教会（たいへいきょうマクスウェルきねんきょうかい、中国語: 太平境馬雅各紀念教會、英語: Thai Peng Keng Maxwell Memorial Church, Tainan）または単に太平境教会は、台湾・台南市中西区にあるプロテスタント教会で、台湾基督長老教会に所属する。

## 概要
1865年5月27日、スコットランド長老派教会のジェームズ・マクスウェル（James Laidlaw Maxwell、中国語名：馬雅各）医師兼宣教師が台湾へ派遣されて、台湾府城（当時は台北でなく台南にあった）を伝道地として選んだ。同年6月16日、大西門外の看西街に家を借り、礼拝堂と医院を設置し、助手たちとともに説教と医療活動を行い、これが太平境教会の創立日となった。しかし、当時の保守的な社会慣習により、マクスウェル師らはわずか23日で地元住民から迫害・弾圧を受け、英国領事が保護する地区への撤退を余儀なくされ、帰還の機会を待った。その後、イギリス政府が軍隊を派遣して介入するなどの事件があったが、1878年には台湾府城教会が設立を見て、教会と医院は拡大を続けた。
1901年、教会は新しい土地を得て、翌1902年9月にはここに太平境教会の建設が始まり、マクスウェル師の台湾宣教への貢献を記念して「マクスウェル記念教会」（Maxwell Memorial Church）の記念碑がスコットランドの母教会から贈られた。
第二次世界大戦後の1954年6月20日に、教会は新礼拝堂の再建に着手し、現在の太平境教会が建設された。1985年には、宣教120周年を記念して、教会は「台湾長老教会太平境マクスウェル記念教会」と命名された。現在、教会には約400人が定期的に集まり、日曜集会や地域宣教活動も開催されている。
2019年8月に、この教会建物は「台湾基督教教会の切手シリーズ」に選定された。現在、教会内には歴史的所蔵室があり、初期の長老派教会の日曜学校の教材や伝道中の文化的遺物、さらには「宇宙主宰」・「大啟恩門」といった数世紀前の扁額などが収集されている。

## 参照項目
- 台湾のキリスト教
- 台湾基督長老教会 - 台湾で一番多いプロテスタントの教会
- 中華聖母主教座堂 (台南市)（中国語版） - 台南市のカトリック教会の大聖堂
- 台南神学院（中国語版） - 台南市にある台湾基督長老教会の神学校[6]